# Жанхулу
Жанхулу́ (кит. упр. 让胡路, пиньинь Rànghúlù) — район городского подчинения городского округа Дацин провинции Хэйлунцзян (КНР). Один из индустриальных районов Дацина. Название происходит от образовавшегося здесь в 1918 году водоёма Чжуанхулу (压葫芦泡), чьё название впоследствии исказилось в «Жанхулу» и использовалось в ряде местных топонимов.

## История
Изначально эта территория входила в состав Дурбэд-Монгольского автономного уезда и уезда Аньда. В 1959 году она полностью вошла в состав уезда Аньда, а с образованием в 1960 году города Аньда — в состав новообразованного района Сарту в его составе. В 1974 году по указанию Комитета по делам Культурной революции провинции Хэйлунцзян был создан район Жанхулу, но по окончании Культурной революции район был в 1978 году ликвидирован. Вновь район был образован в марте 1980 года.

## Административное деление
Район Жанхулу делится на 6 уличных комитетов (в городе Жанхулу) и 1 посёлок.
| № | Название | Название (кит.) | Статус          | Население чел. (2010) | На карте                         |
| - | -------- | --------------- | --------------- | --------------------- | -------------------------------- |
| 1 | Сибинь   | 西宾街道办事处  | уличный комитет | 111529                | 46°34′40″ с. ш. 125°06′53″ в. д. |
| 2 | Чэнфэн   | 乘风街道办事处  | уличный комитет | 100207                | 46°34′40″ с. ш. 125°06′53″ в. д. |
| 3 | Лунган   | 龙岗街道办事处  | уличный комитет | 86212                 | 46°34′40″ с. ш. 125°06′53″ в. д. |
| 4 | Фэньдоу  | 奋斗街道办事处  | уличный комитет | 85965                 | 46°34′40″ с. ш. 125°06′53″ в. д. |
| 5 | Ламадянь | 喇嘛甸镇        | поселок         | 83280                 | 46°41′46″ с. ш. 124°46′52″ в. д. |
| 6 | Иньлан   | 银浪街道办事处  | уличный комитет | 54235                 | 46°34′40″ с. ш. 125°06′53″ в. д. |
| 7 | Цинсинь  | 庆新街道办事处  | уличный комитет | 29598                 | 46°34′40″ с. ш. 125°06′53″ в. д. |

## Соседние административные единицы
Район Жанхулу граничит со следующими административными единицами:
- Район Сарту (на востоке)
- Район Хунган (на юго-востоке)
- Район Датун (на юге)
- Уезд Линьдянь (на севере)
- Дурбэд-Монгольский автономный уезд (на западе)